# Бањалучка берза
Бањалучка берза је берза хартија од вредности са седиштем у Бањалуци, Република Српска. Међународна ознака бањалучке берзе је BLSE.

## Историјат
15. јул 1998. — Усвајањем Закона о хартијама од вредности створена законска подлога за успостављање тржишта капитала у Републици Српској.
4. мај 2000. — Народна скупштина Републике Српске именовала први састав Комисије за хартије од вредности (КХОВ).
26. фебруар 2001. — Успостављен Централни регистар хартија од вредности (ЦРХОВ).
9. мај 2001. — Потписан Уговор о оснивању Бањалучке берзе од стране осам банака и једног предузећа за пословање са хартијама од вредности.
9. август 2001. — Комисија за хартије од вредности Републике Српске издала дозволу за рад Бањалучкој берзи.
29. новембар 2001. — У Централном регистру регистрована прва хартија од вредности из поступка приватизације.
5. март 2002. — Закључен Уговор о преносу лиценце између Дирекције за приватизацију Републике Српске и Бањалучке берзе, на основу кога је преузет берзански систем трговања Љубљанске берзе.
14. март 2002. — Одржана прва трговина на Бањалучкој берзи у којој је учествовало 6 брокерских кућа које су трговале са 20 уврштених хартија од вриједности.
12. септембар 2002. — Усвојен Закон о преузимању акционарских друтава.
30. септембар 2002. — Потписан Меморандум о сарадњи са Љубљанском берзом, који има за циљ да омогући регионалну размену информација о трговини и емитентима.
12. новембар 2002. — Бањалучка берза откупила 7% акција Централног регистра хартија од вредности.
10. децембар 2002. — На Београдској берзи потписан споразум о регионалној сарадњи у области едукације и финансијског тржишта.
24. јануар 2003. — Одржана прва седница Комисије за котацију, на којој су акције тринаест Приватизационих инвестиционих фондова (ПИФ-ова) примљене на берзанску котацију.
11. фебруар 2003. — Закључене прве трансакције са акцијама ПИФ-ова.
20. август 2003. — На Бањалучкој берзи одржана прва аукција за пакете акција државног капитала.
23. септембар 2003. — На трећој седници Комисије за котацију Бањалучке берзе акције Рафинерије уља АД Модрича уврштене на берзанску котацију Бањалучке Берзе. Рафинерија уља Модрича је прво предузеће у Републици Српској и Босни и Херцеговини које је уврштено на берзанску котацију.
30. октобар 2003. — У Бањалуци је у организацији Бањалучке и Сарајевске берзе представљен пројекат информационог повезивања берзи југоисточне Европе (SEM — Stock Exchange Monitor)
27. април 2004. — Формиран Берзански индекс Републике Српске (BIRS).
1. август 2004. — Формиран индекс инвестиционих фондова Републике Српске (ФИРС).
1. јануар 2006. — Формиран индекс предузећа Електропривреде Републике Српске (ЕРС10).

## Стратегија
Стратегија Бањалучке берзе је да даље унапређује квалитет, креира јефтин сервис за своје чланове и обезбиједи фер и транспарентно окружење за домаће и иностране инвеститоре. Бањалучка берза ће наставити да ради на достизању стандарда услуга упоредивих са стандардима који преовлађују на развијеним тржиштима капитала.
Циљеви:
- заштита интереса инвеститора
- промоција инвестирања у хартије од вредности
- обезбеђење ликвидности и дубине тржишта капитала Републике Српске
- увођење нових финансијских инструмената на тржите капитала Републике Српске
- обезбеђење услова компанијама за прикупљање капитала у сврху финансирања њихових развојних планова
- промовисање предности берзанске котације
- привлачење иностраних инвеститора кроз промотивне активности
- повезивање са регионалним тржиштима капитала

## Тржишни сегменти берзе
Тржиште Бањалучке берзе се састоји од берзанске котације и слободног берзанског тржишта. Берзанска котација је престижни дио тржишта где је поред општих услова неопходно испунити и специфичне критеријуме везане за величину капитала, дисперсију власништва, перформансе пословања и објективност финансијског извештавања. Обзиром на стадиј на коме се налази тржиште капитала у Републици Српској, слободно берзанско тржиште се појављује као сегмент који обухвата највећи дио хартија од вриједности које настају у приватизационим процесима.
Општи услови за уврштавање хартија од вредности на организовано тржиште су:
- да се њима може организовано трговати,
- да су у целини уплаћене,
- да су неограничено преносиве,
- да су емитоване у нематеријализованом облику.

### Берзанска котација
У берзанску котацију се примају хартије од вредности које поред општих услова испуњавају и одређене специфичне критеријуме:
Критеријуми за уврштење акција
- Године пословања: 3
- Реалност и објективност рачуноводствених извештаја: Ревидирани рачуноводствени извештаји
- Величина капитала: 5.000.000 КМ
- Минимална величина емисије акција: 1.000.000 КМ
- Постотак класе акција у јавности: најмање 15%
- Број ималаца класе акција: најмање 50

Критеријуми за уврштење обвезница
- Године пословања: 3
- Реалност и објективност рачуноводствених извештаја: Ревидирани рачуноводствени извештаји
- Укупна номинална вредност серије обвезница: 1.000.000 КМ

Обвезнице чији је емитент Република Српска се уврштавају на берзанску котацију без обзира на испуњавање наведених критеријума.
На берзанској котацији, сегмент — котација Приватизационих инвестиционих фондова, се налазе акције 13 ПИФ-ова, док се на берзанској котацији налазе акције Рафинерије уља а. д. Модрича, ЛХБ Банке а. д. Бања Лука и Телекома Српске а. д. Бања Лука. У наредном периоду се очекује регистрација неколико већих акционарских друштава која испуњавају критеријуме за уврштавање на берзанску котацију.

### Слободно берзанско тржиште
На овом тржишном сегменту се налазе хартије од вредности које испуњавају опште услове за уврштавање. Уврштавање на слободно берзанско тржиште врши се на захтев емитента, појединог имаоца хартије од вредности или по службеној дужности. Акције из поступка приватизације и јавно емитоване хартије уврштавају се по службеној дужности на основу извештаја Централног регистра. Број регистрованих хартија од вредности на овом тржишном сегменту износио је 370 крајем 2002. године, док је крајем 2005. године број предузећа чије су акције уврштене на слободно берзанско тржиште износио 760. Након конституисања свих акционарских друштава, која су прошла ваучерску приватизацију, на слободном берзанском тржишту ће се појавити око 830 хартија од вредности.

## Обрачун и поравнање
Обрачун и поравнање по извршеним трансакцијама на берзи врши Централни регистар хартија од вредности .
Делатност Централног регистра је:
- регистрација и чување хартија од вредности, односно података о хартијама од вредности, власнику хартија од вредности и свим трансакцијама у погледу преноса власништва;
- регистрацију и чување података који се односе на дефинисање власништва или осталих права садржаних у хартијама од вредности;
- вођење рачуна емитената односно власника хартија од вриједности и издавање потврда о стању и променама на тим рачунима;
- пренос, депоновање, салдирање и клиринг по трансакцијама са хартијама од вредности;
- остали послови регистра, депозитара и клиринга ХОВ које пропише Комисија.

Централни регистар је јединствена база података о свим хартијама од вредности које се налазе у промету на тржишту хартија од вредности, а нарочито података који се односе на регистрацију власништва и промене власништва на хартијама од вредности. Закон о хартијама од вредности налаже обавезну дематеријализацију свих хартија од вредности, укључујући и акције које нису емитоване путем јавне понуде.

## Чланови берзе
- Advantis broker а. д. Бања Лука
- Еуроброкер а. д. Бања Лука
- Нова банка а. д. Бања Лука
- Монет брокер а. д. Бања Лука
- Raiffeisen capital а. д. Бања Лука